# چستر آلن آرتور
چستر آلن آرتور (به انگلیسی: Chester Alan Arthur) (۵ اکتبر ۱۸۲۹ – ۱۸ نوامبر ۱۸۸۶)، وکیل و سیاست‌مدار آمریکایی، بیست و یکمین رئیس‌جمهور ایالات متحده آمریکا از حزب جمهوری‌خواه بود.
از وی بابت امضای لایحه راه ندادن چینی ها در دوران ریاست جمهوری اش انتقاد می شود. لایحه راه‌ندادن چینی‌ها اولین قانونی بود که به منظور پیشگیری از مهاجرت گروه قومی مشخصی به آمریکا اجرا شد.

## زندگی
چستر آلن آرتور در سال ۱۸۷۱ از سوی گرانت به سمت تحصیل دار بندر نیویورک منصوب شد. این سمت زمینه حمایت گسترده گروه نیویورکی‌ها را به نفع وی فراهم آورد، اما هیس در سال ۱۸۷۷ خواستار تحقیق در فعالیت‌های این گروه شد و یک سال بعد آرتور از سمت خود معلق شد. پس از مرگ کارفیلد آرتور که معاونت وی را بر عهده داشت، رئیس‌جمهور آمریکا شد. وی در پی از دست دادن حمایت گروه نیویورک و ناکامی در جلب حمایت جمهوری خواهان از نامزدی برای انتخابات سال ۱۸۸۴ بازماند. او دو سال پس از برگزاری این انتخابات در نیویورک درگذشت.